# Стефаноз I
Стефаноз I (груз. სტეფანოზ; д/н — 627) — 3-й ерісмтавар (верховний князь) Іберії в 590—627 роках.

## Життєпис
Старший син ерісмтавара Гуарама I. Втім після смерті останнього 590 року трон зайняв його родич Джуаншер. Проте невдале закінчення Лазької війни між Візантією і Сасанідською Персією, наслідком якої стала втрата Іберією своєї столиці Тбілісі з навколишньою областю, дозволило Стефанозу підняти повстання і захопити владу.
До 599 року зберігав вірність Візантії, сплачуючи данину імператору і перському шахіншаху. Ознакою зміни політичної орієнтації стала реформа церкви, де католікосат Іберії прийняв монофізитство.
Прихід до влади в Константинополі Фоки 602 року призвів до послаблення Візантії в різних регіонах. При цьому в новій війні з Персією візантійці стали зазнавати поразок. За цих обставин Стефаноз I розчарувався у здатності візантійців протистояти персам. Тому між 605 і 608 роками перейшов на бік шахіншаха Хосрова II, визнавши його зверхність. За це отримав від того Тбілісі, яке знову стало столицею Іберії. 608 року з невідомих чинників повернувся до православ'я.
Стефаноз I став першим серед грузинських правителів, хто написав на аверсі драхми викарбувані ним самим ініціали свого імені, симетрично розташовані по краях, грузинськими стилізованими літерами. На одній з реверсів своїх монет він помістив хрест — символ перемоги християнства. На реверсі цієї монети було зображено шахіншаха Ормізда IV. Разом з братом Деметре сприяв завершенню спорудження храмів Джварі і Сіоні.
Ймовірно у 617—620 роках надавав допомогу перському війську, яке зайняло значну частину Малої Азії й стало загрожувати Константинополю. Втім у 623 році після переходу у наступ візантійського війська Стефаноз I став зміцнювати фортеці і міста держави, насамперед столицю. 624 року стикнувся з нападами хозарів, союзників візантійців. Також на бік останніх перейшов Вараз-Григор, нахарар Гардман, що контролював значну частину Кавказької Албанії. Цим створено небезпеку оточення володінь Стефаноза I. Тому 624 року спробував здійснити низку ударів по тилах візантійського війська, що увійшло до Атропатени, проте без особливого успіху.
У 626 році війська візантійців і хозарів підійшли до Тбілісі, маючи на меті остаточно підкорити Іберію. Хосров II відрядив на допомогу ерісмтавара 1 тис. вершників під проводом Шахраплакана. У битві іберо-перські війська зазнали поразки. Втім облога столиці Іберії тривала до 627 року. Зрештою Тбілісі впав, Стефаноз I був узятий в полон, невдовзі з нього за наказом імператора Іраклія I здерли шкіру живцем. Владу ерісмтавара було передано Адарнасе I з династії Хосровідів.

## Родина
- Гуарам (д/н—693), ерісмтавар Іберії